# سورا نو مانيماني
سورا نو مانيماني (باليابانية: 宙のまにまに، بالروماجي: Sora no Manimani) هي سلسلة مانغا يابانية من تأليف ورسوم مامي كاشيوابارا، نشرت في نوفمبر عام 2005 حتى سبتمبر عام 2011، من قبل كودانشا في مجلة Afternoon، وتكونت المانغا من 10 مجلدات. اقتبست المانغا إلى أنمي تلفزيوني ستوديو كومت، عرض الأنمي في 7 يوليو عام 2009 حتى 22 سبتمبر عام 2009، على تلفزيون آي تي-إكس، وتكون الأنمي من 12 حلقة.

## القصة
تدور احداث القصة عن ساكو اوياغي الذي يعود إلى القريته بعد 7 سنواتٍ من التنقل مع والديه. فما أن اشترى والداه منزلاً ضخماً في بلدتهم القديمة حتى سارعوا بالعودة ولكن ساكو يكره العودة لهذه البلدة لما فيها من ذكرى سيئه بينه وبين صديقة طفولته ميهوشي التي كانت مهووسة بالنجوم والسماء وهو كان ممن يقرءون الكتب بنهم شديد، وصار يكرهها لأنها تمنعه من قراءة الكتب وتجبره على الخروج معها لمشاهدة النجوم.

## الشخصيات
ساكو أوياغي (باليابانية: 大八木 朔، بالروماجي: Ōyagi Saku)
مؤدي الصوت: تومواكي ماينو
ميهوشي أكينو (باليابانية: 明野 美星، بالروماجي: Akeno Mihoshi)
مؤدية الصوت: كاناي إيتو
سايو ياراي (باليابانية: 矢来 小夜، بالروماجي: Yarai Sayo)
مؤدية الصوت: ساوري هايامي
هيمي ماكيتا (باليابانية: 蒔田 姫، بالروماجي: Makita Hime)
مؤدية الصوت: هاروكا توماتسو
ماساشي إيدوغاوا (باليابانية: 江戸川 正志، بالروماجي: Edogawa Masashi)
مؤدية الصوت: ريكو تاكاغي
تاكياسو روما (باليابانية: 路万 健康، بالروماجي: Roma Takeyasu)
مؤدية الصوت: جونجي ماجيما
فومي كوتوزوكا (باليابانية: 琴塚 文江، بالروماجي: Kotozuka Fumie)
مؤدية الصوت: آمي كوشيميزو

## وصلات خارجية
- موقع الأنمي الرسمي (باليابانية)
- سورا نو مانيماني على موقع ANN manga (الإنجليزية)